# Villa Savorgnan di Brazzà

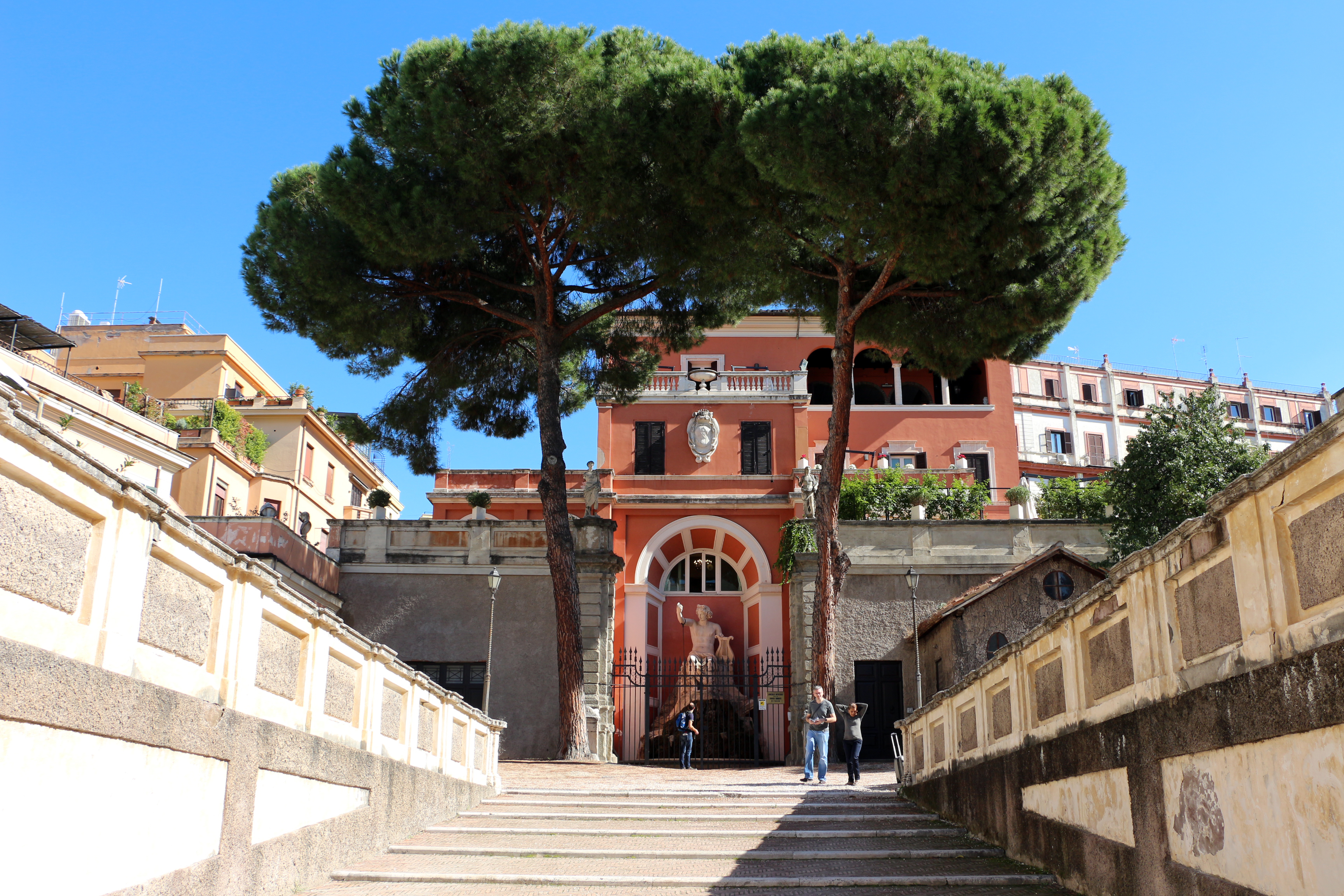
Vue de la villa depuis la rampe dans le jardin du Palazzo Barberini.

La Villa Savorgnan di Brazzà est une villa actuellement située dans le jardin du Palais Barberini et avec une entrée par la Salita di San Nicola de Tolentino, dans le rione Trevi de Rome.

## Histoire
La famille Savorgnan, originaire d'Allemagne, est arrivée en Italie vers 1200 et s'est installée dans la région du Frioul. Le premier personnage historiquement notable de la famille est Rodolfo Cipriani, qui, en 1235, a changé son nom de famille en Savorgnan en référence au château éponyme qu'il venait d'acquérir .

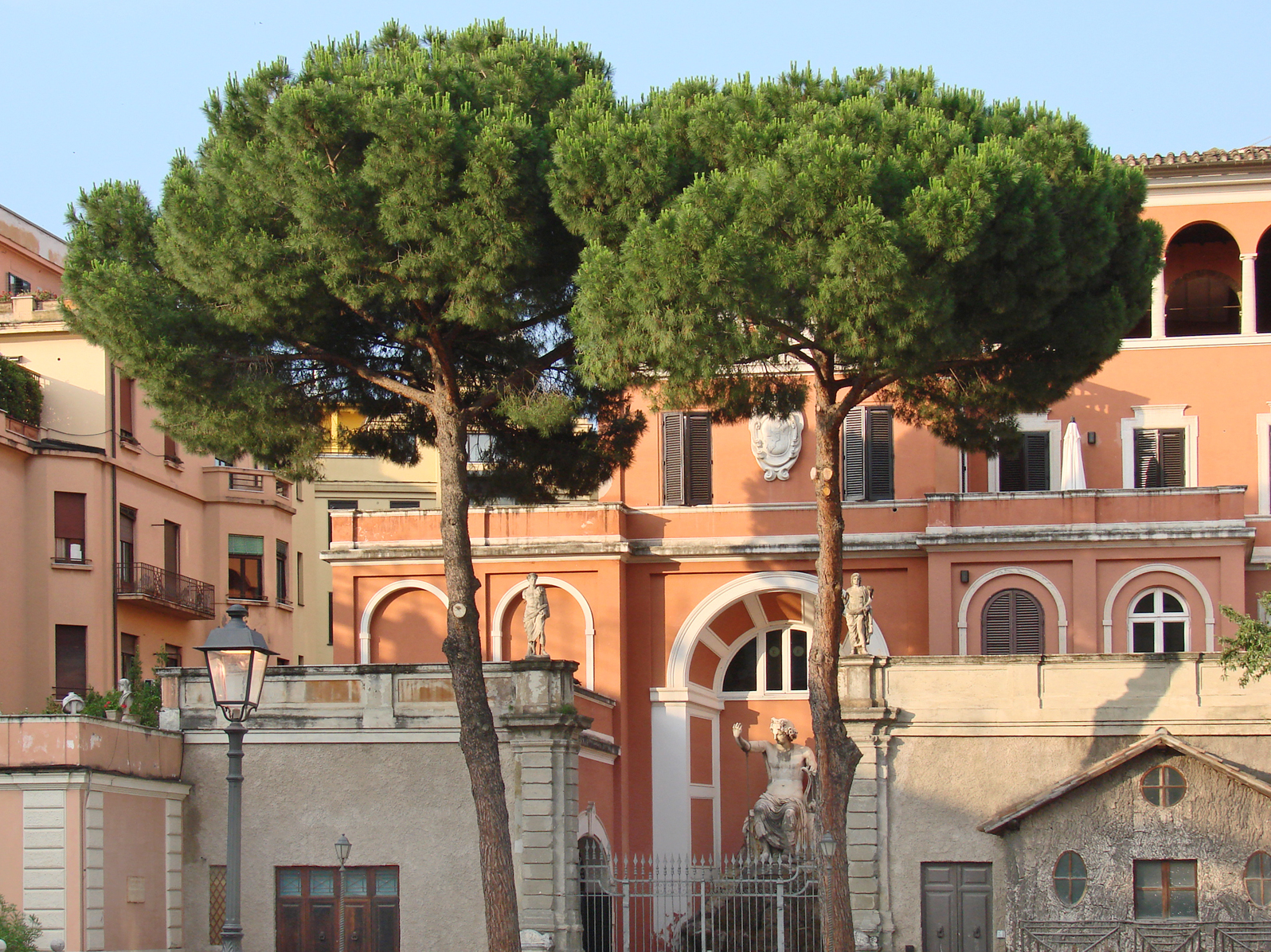
Vue du palais principal.

Le 16 décembre 1933, le comte Ascanio Savorgnan di Brazzà, neveu de Pietro Savorgnan di Brazzà, célèbre pour ses voyages d'exploration en Afrique et déjà propriétaire de plusieurs résidences à Rome, acheta une partie de son jardin situé dans l'autre au prince Urbano Barberini  pour construire un manoir pour sa famille. Le bâtiment néoclassique est l'un des nombreux exemples de manoirs civils de l'époque fasciste. Articulé sur quatre étages, son intérieur est finement décoré de portails en marbre et de stuc simple qui ont contribué à le transformer en un palais historique élégant et prestigieux. La villa, par un dispositif architectural, était reliée par un couloir aux anciennes écuries de Barberini, qui ont également été achetées par les Savorgnan di Brazzà  .
À la mort du comte Savorgnan et après la comtesse, la villa et ses annexes ont été données à l'Ospedale Civile d'Udine. Ce dernier, à son tour, a tenté de vendre la propriété à un particulier, mais l'État italien, par une loi du 25 mai 1972, a exercé son droit de préemption. En 2006, après un accord entre le Ministero per i Beni Culturali et le ministère de la Défense, la Villa Savorgnan di Brazzà est devenue le siège du "Cercle officiel des forces armées italiennes"  .